# Klaus Kropfinger
Klaus Kropfinger (* 27. Mai 1930 in Gera; † 29. Juni 2016 in Berlin) war ein deutscher Musikwissenschaftler und Pianist.

## Leben

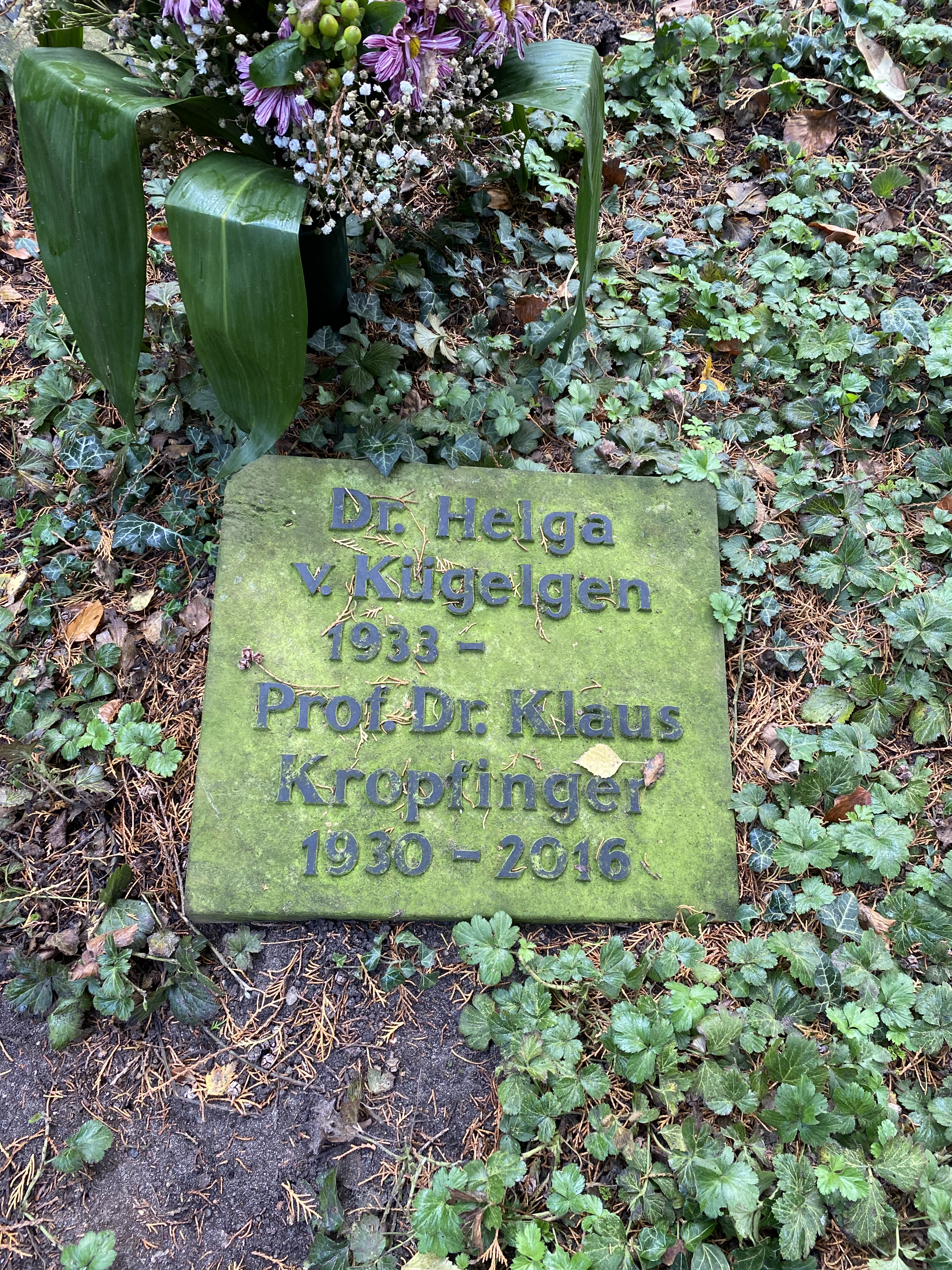
Kissenstein in der Familiengrabstätte von Holck

Klaus Kropfinger absolvierte ein Klavier-Studium (Konzertfach) an der Hochschule für Musik Weimar und setzte es an den Universitäten von Bonn und Köln in den Fächern Musikwissenschaft, Kunstgeschichte, Romanistik, Philosophie und Ethnologie fort. Seine Dissertation war ein „Durchbruch auf dem Weg, die musikalische Rezeptionsforschung als ernstzunehmende Disziplin zu etablieren“.
Von 1962 bis 1966 war Kropfinger Mitglied des Editionskollegiums der Neuen Beethoven-Gesamtausgabe am Beethoven-Haus in Bonn. Bis 1972 wirkte er als Musikkritiker.
Ab 1973 war er vierzehn Jahre lang Professor für Musikwissenschaft an der Freien Universität Berlin. Ab 1987 hatte er einen Lehrstuhl für Musikwissenschaft an der Universität Kassel inne, wo er 1995 emeritiert wurde. 1989/1990 war er Forscher am Getty Center for the History of Art and the Humanities in Santa Monica/Kalifornien, USA.
Kropfinger trat vornehmlich mit Publikationen und Editionen zu Ludwig van Beethoven, Richard Wagner und Luigi Nono in Erscheinung. Er verstarb im Alter von 86 Jahren und wurde in der Familiengrabstätte von Holck auf dem Nienstedtener Friedhof in Hamburg beigesetzt.
Er war seit 1962 mit der Kunsthistorikerin Dr. Helga von Kügelgen verheiratet. Seine Tochter ist die Islamwissenschaftlerin Anke von Kügelgen.

## Publikationen (Auswahl)
- Wagner und Beethoven. Untersuchungen zur Beethoven-Rezeption Richard Wagners (= Studien zur Musikgeschichte des 19. Jahrhunderts, Bd. 29) Regensburg, Bosse 1975.
- Richard Wagner, Oper und Drama, hrsg. v. Klaus Kropfinger, Stuttgart 1984.
- Klaus Kropfinger und Bodo Bischoff: Über Musik im Bilde. Schriften zu Analyse, Ästhetik und Rezeption in Musik und Bildender Kunst. Köln-Rheinkassel : Dohr, 1995.
- Klaus Kropfinger: Beethoven. Kassel, Bärenreiter, 2001. 334 S. ISBN 3-7618-1621-9.